# Thecla carla
Thecla carla är en fjärilsart som beskrevs av William Schaus 1902. Thecla carla ingår i släktet Thecla och familjen juvelvingar. Inga underarter finns listade i Catalogue of Life.